# Daniël Mortier
Daniël Mortier (1934 - 11 december 2002) was een Belgisch sportjournalist.

## Biografie
Mortiers carrière liep grotendeels gelijk met het begin en de ontwikkelingen van de sportuitzendingen op de VRT.
Begin jaren vijftig begon Mortier zijn loopbaan als radioreporter bij de toenmalige BRT. Hij maakte spoedig de overstap naar de televisie, waar hij op de sportredactie actief was als commentator van grote sportevenementen. Hij werd nationaal en internationaal bekend als rechtstreeks verslaggever van onder andere de grandslamtennistoernooien, de Wereldbeker voetbal en de Olympische Spelen die hij onafgebroken zou volgen vanaf 1964. Daniël Mortier volgde in 1980 wijlen Wim De Gruyter op als chef bij de BRT-sportredactie en zou in die functie aanblijven tot bij zijn afscheid in 1990.
In 1991 kreeg hij de kans secretaris-mandataris te worden van het "consortium Eurosport" in Parijs. Hij bleef wel actief als verslaggever, vooral van tenniswedstrijden. Daarnaast bekleedde Daniël Mortier tweemaal het mandaat van voorzitter van de "Belgische Beroepsbond van Sportjournalisten (BBS)", van 1988 tot 1992 en vervolgens van 1996 tot 2000. 

## Bron
- DS, 11-12-2012 Oud-sportjournalist Daniël Mortier overleden